# اچ‌ام‌اس اجین‌کورت (۱۷۹۶)
اچ‌ام‌اس اجین‌کورت (۱۷۹۶) (به انگلیسی: HMS Agincourt (1796)) یک کشتی بود که طول آن ۱۷۲ فوت ۸ اینچ (۵۲٫۶۳ متر) بود. این کشتی در سال ۱۷۹۶ ساخته شد.